# Filip Mihaljević
Filip Mihaljević (Livno, Bosnia y Herzegovina, 31 de julio de 1994) es un deportista croata que compite en atletismo, especialista en la prueba de lanzamiento de peso.
Ganó una medalla de bronce en el Campeonato Mundial de Atletismo en Pista Cubierta de 2016, dos medallas en el Campeonato Europeo de Atletismo, en los años 2022 y 2024, y una medalla de bronce en el Campeonato Europeo de Atletismo en Pista Cubierta de 2021.
En los Juegos Europeos de Cracovia 2023 consiguió una medalla de plata en su especialidad.

## Palmarés internacional
| Campeonato Mundial en Pista Cubierta | Campeonato Mundial en Pista Cubierta | Campeonato Mundial en Pista Cubierta | Campeonato Mundial en Pista Cubierta |
| Año                                  | Lugar                                | Medalla                              | Prueba                               |
| ------------------------------------ | ------------------------------------ | ------------------------------------ | ------------------------------------ |
| 2016                                 | Portland (Estados Unidos)            | Medalla de bronce                    | Peso                                 |
| Juegos Europeos                      |                                      |                                      |                                      |
| Año                                  | Lugar                                | Medalla                              | Prueba                               |
| 2023                                 | Chorzów (Polonia)                    | Medalla de plata                     | Peso                                 |
| Campeonato Europeo                   |                                      |                                      |                                      |
| Año                                  | Lugar                                | Medalla                              | Prueba                               |
| 2022                                 | Múnich (Alemania)                    | Medalla de oro                       | Peso                                 |
| 2024                                 | Roma (Italia)                        | Medalla de plata                     | Peso                                 |
| Campeonato Europeo en Pista Cubierta |                                      |                                      |                                      |
| Año                                  | Lugar                                | Medalla                              | Prueba                               |
| 2021                                 | Toruń (Polonia)                      | Medalla de bronce                    | Peso                                 |